# Diplomazia di guerra - Diari 1937-1943
Diplomazia di guerra - Diari 1937-1943 è un'opera di Egidio Ortona.

## Trama
Tra il 1937 e il '40, Ortona è all'ambasciata italiana a Londra, dove ricopre la carica di ambasciatore Dino Grandi, che gode di grande prestigio nel mondo politico inglese e nella stessa High Society della capitale. Neville Chamberlain è primo ministro e molto conta su Mussolini e sulla diplomazia italiana per tenere a freno le prime intemperanze di Hitler che presto porteranno alla guerra con l'invasione della Polonia, ultimo e definitivo atto dopo l'annessione «plebiscitaria» dell'Austria e quella della Cecoslovacchia. Visceralmente anti-mussoliniano è invece Eden, capo del Foreign Office, i cui disaccordi con il Primo Ministro sfoceranno nella sua sostituzione con Lord Halifax. Galeazzo Ciano è il nostro ministro degli Esteri e negli appunti di Ortona trovano conferma due elementi che sono l'avversione che questi aveva nei confronti dei tedeschi e la sua opera per evitare un troppo radicale avvicinamento dell'Italia alle loro posizioni. Ciano è anglofilo e non vede favorevolmente l'Asse Roma-Berlino, ben comprendendo sia la posizione subalterna che ha l'Italia sia le intenzioni a breve termine di Hitler. Sullo sfondo dell'azione diplomatica italiana di quel periodo vi sono le questioni fondamentali della guerra civile spagnola e delle sanzioni. Per la Spagna sembra di capire che a fronte di una posizione ufficiale di non intervento da parte di potenze straniere a favore dell'una o dell'altra parte, l'Inghilterra abbia un atteggiamento molto più blando nei confronti dell'Italia ed anche della Germania, paventando una vittoria comunista in un'area geografica di suo specifico interesse, basti pensare a Gibilterra. Più complessa appare la questione delle sanzioni determinate dal nostro intervento coloniale in Africa, specificatamente in Etiopia, continente dove invece gli inglesi hanno precisi interessi. Illuminante è anche l'atteggiamento di freddezza che vi è, già in quegli anni, tra Italia e Francia.
L'euforia degli accordi di Monaco, con Mussolini mediatore, svanisce presto e si rivela un'illusione e in contrapposizione con il lavoro diplomatico svolto a Londra in Italia si moltiplicano gli atteggiamenti e le manifestazioni contro l'Inghilterra e per le rivendicazioni di Nizza e della Savoia, espressioni di un legame ormai senza ritorno con la politica tedesca. Allo scoppio della guerra ciò che più lascia perplessi è la palese incertezza, a ogni livello, sul nostro atteggiamento in bilico tra non belligeranza e intervento. Atteggiamento che è anche dello stesso Mussolini che cambia idea in funzione dell'umore o di chi sa essere più convincente quando ha un colloquio con lui. Come noto, la dichiarazione di guerra avviene contro il parere di tutte le sfere militari, che evidenziano la nostra impreparazione.
Nel resoconto dei mesi trascorsi a Roma nel 1940, traspare già l'incertezza che molti, nelle posizioni più elevate del regime e della diplomazia, avevano sull'esito della guerra e, soprattutto, sulle sorti dell'Italia. Inizia a barcollare la «cieca fiducia» nel capo e hanno inizio manovre di corridoio di cui non si capiscono bene gli obiettivi, né quelli immediati né quelli a più lungo termine. La situazione in Africa appare compromessa, dopo una fugace fase iniziale di successi, ed emergono la disorganizzazione e l'incapacità dei vertici militari. L'anno successivo la crisi si fa sempre più evidente. A giugno Ortona è al seguito di Giuseppe Bastianini, che è nominato Governatore della Dalmazia con base a Zara. Il resoconto di questi mesi ripercorre, per certi aspetti, il quadro già conosciuto dell'incomprensione tra governatorato civile e organi militari, ferocia della lotta partigiana contro la nostra occupazione e guerra inter-etnica tra serbi e croati. Ne consegue, nel breve volgere di tempo, la nostra impossibilità a governare quella regione. Nel febbraio del '43 Bastianini prende il posto di Ciano, che viene utilizzato come ambasciatore presso il Vaticano.
Riprende quindi il lavoro al Ministero, un osservatorio privilegiato dal quale Ortona assiste all'agonia dell'Italia e del fascismo. Il resoconto di quanto accaduto il 25 luglio 1943 con l'ordine del giorno Grandi e quello del giorno successivo con l'arresto di Mussolini e la nomina di Badoglio a capo del governo, è interessante perché conferma come quanto avvenuto al Gran consiglio sia stato solo incidentale per la caduta di Mussolini, programmata dal re Vittorio Emanuele III e dai militari in precedenza. Una nota di colore: le manifestazioni che si svolsero a Roma inneggianti il Re, l'Italia e contro Mussolini erano guidate da 1.600 carabinieri in borghese. Complessivamente ne emerge un Badoglio non all'altezza del compito, confusione sugli indirizzi da prendere, approssimazione nei rapporti con la Germania, totale impreparazione negli approcci con gli Alleati. Un insieme ben noto, ma sempre impressionante, del dilettantismo della classe politica, di quella militare e della monarchia stessa. Con la nomina di Raffaele Guariglia a ministro degli esteri e con gli Alleati a Roma, ad Ortona viene affidato l'incarico di fare da tramite tra il Ministero del Tesoro e la Commissione Alleata e viene messo a capo dell'ufficio preposto ai rapporti economici con gli Alleati al Ministero degli Esteri: da qui nasceranno i suoi «anni d'America».

## Edizioni
- Egidio Ortona, Diplomazia di guerra - Diari 1937-1943, Il Mulino, 1993,  p. 282, ISBN 88-15-03852-3.